# Craspedolobium schochii
Craspedolobium schochii är en ärtväxtart som beskrevs av Hermann August Theodor Harms. Craspedolobium schochii ingår i släktet Craspedolobium, och familjen ärtväxter. Inga underarter finns listade i Catalogue of Life.